# Певна
Пе́вна — село в Україні, у Краснопільській сільській громаді Бердичівського району Житомирської області. Населення становить 48 осіб.

## Історія
У 1906 році — село Краснопільської волості Житомирського повіту Волинської губернії. Відстань від повітового міста 74 версти, від волості 4. Дворів 52, мешканців 313.
У 1928—54 роках — адміністративний центр Певнянської сільської ради Янушпільського району.

## Населення

### Мова
Розподіл населення за рідною мовою за даними перепису 2001 року:
| Мова       | Кількість | Відсоток |
| ---------- | --------- | -------- |
| українська | 47        | 97.92%   |
| російська  | 1         | 2.08%    |
| Усього     | 48        | 100%     |